# Хиндух
Хиндух — покинутый аул в Шаройском районе Чеченской Республики.

## География
Расположен на правом берегу реки Хушелдойэхк, к югу от районного центра Химой.
Ближайшие населённые пункты и развалины бывших аулов: на северо-западе — бывшие аулы Хиндушты, Нижний Хошелдой и Мальчхиче, на северо-востоке — село Чайры, на юго-западе — село Хуландой.